# Usodni ovinek (Sparks)
Usodni ovinek (angleško A bend in the Road) je peti družbeni roman Nicholasa Sparksa. Napisan je v prvi in tretji osebi; pripovedovalec v prvi osebi ostane neznan skoraj do konca romana. Dogaja se v letu 1988, napisan pa je bil leta 2000. V slovenščino ga je prevedla Marta Poljanšek. 
Nicholas Sparks je eden izmed najbolj prodajanih avtorjev. Njegovi bolj znani romani so Beležnica, Viharna noč, Dragi John, Ljubezen v steklenici, po katerih so posneti tudi filmi.

## Ocene in nagrade
Za to delo ni dobil nobene nagrade. Knjiga pa je bila večkrat med najbolje prodajanimi knjigami.

## Izdaje in prevodi
Knjiga je prvič izšla leta 2001. Roman je bil preveden v 31 jezikov: slovenščino, hrvaščino, češčino, francoščino, nemščino, italijanščino, španščino,...

## Priredbe
Po romanu še ni posnetega filma. Pravice za snemanje filma so bile zavrnjene. 